# Dismember
Dismember (początkowo Dismemberizer) – szwedzki death metalowy zespół muzyczny, powstały w 1988 roku w Sztokholmie.
Do 2008 roku zespół nagrał osiem albumów studyjnych pozytywnie ocenianych przez krytyków muzycznych. Zespół dał szereg koncertów na całym świecie i uczestniczył w licznych festiwalach: Wacken Open Air, Summer Breeze, XIV Agglutination, Hole In The Sky, Heavy Metal Circus festival czy Obscene Extreme. Dismember to jedna z najbardziej znanych szwedzkich grup heavymetalowych o charakterystycznym brzmieniu nagrań zrealizowanych w Sunlight Studio.

## Historia
Zespół powstał w 1988 roku w Sztokholmie z inicjatywy basisty i wokalisty Roberta Sennebäcka, gitarzysty Davida Blomqvista i perkusisty Freda Estby'ego. Tego samego roku ukazało się pierwsze demo pt. Dismembered. Rok później grupa zarejestrowała kolejne dema zatytułowane Last Blasphemies i Rehearsal Demo '89, po czym w  październiku br. działalność Dismember została zawieszona. Wówczas David Blomqvist i Fred Estby dołączyli do Mike Amotta i jego formacji Carnage.
W kwietniu 1990 roku po rozpadzie Carnage, muzycy z tej grupy tj. D. Blomqvist, F. Estby i Matti Kärki wskrzesili Dismember.  Zaraz po tym w sierpniu br. Dismember przy współpracy z inżynierem dźwięku Tomasem Skoksbergiem w  studio „Sunlight”  nagrał czwarte demo pt. Reborn In Blasphemy. W utworze Defective Decay solowe partie gitary nagrał Nicke Andersson, będący ówczesnym członkiem Entombed.
W 1991 roku ukazał się pierwszy album studyjny grupy zatytułowany Like an Ever Flowing Stream. Poza Blomqvistem (gitara), F. Estbym (perkusja) i M. Kärkim (śpiew), w nagraniach albumu dodatkowo wzięli udział (jako nowi członkowie zespołu): przybyły z grupy Unleashed – Robert Sennebäck (gitara rytmiczna) a także Robert Cabeza (gitara basowa), grający też w Carbonized. Wydawnictwo było promowane singlem pt. Skin Her Alive. Rok później ukazał się pierwszy minialbum pt. Pieces.
W 1993 roku ukazał się drugi album pt. Indecent And Obscene, zaś w 1995 roku kolejny (trzeci) album o tytule Massive Killing Capacity. Tego samego roku został wydany drugi minialbum pt. Casket Garden.
W 1997 roku został wydany czwarty album Dismember pt. Death Metal. Również w 1997 roku został wydany trzeci minialbum pt. Misanthropic. W 1998 roku z zespołu odszedł basista Richard Cabeza, który dołączył do norweskiej grupy Satyricon. W 2000 roku ukazał się piąty album zespołu pt. Hate Campaign. Na początku 2001 roku zespół podpisał kontrakt płytowy z wytwórnią muzyczną Hammerheart Records. Rok później na przełomie kwietnia i maja w Das Boot w Sztoholmie zespół rozpoczął realizację kolejnego wydawnictwa. W 2003 roku zespół odbył tasę koncertową w Europie wraz z Flesh Made Sin i Callenish Circle.
W 2004 roku nakładem Karmageddon Media, która poprzednio nosiła nazwę Hammerheart został wydany szósty album zatytułowany Where Ironcrosses Grow. Płyta została wyprodukowana przez perkusistę Freda Estby'ego. Natomiast okładkę przygotował Dan Seagrave, który współpracował poprzednio m.in. z Entombed i Morbid Angel. 24 sierpnia również w 2004 roku ukazało się pierwsze wydawnictwo DVD grupy pt. Live Blasphemies. Na wydawnictwie został opublikowany m.in. koncert zarejestrowany 27 maja 2003 roku w sztokholmskim Klubben oraz filmy dokumentalne. W ramach promocji Where Ironcrosses Grow zespół w listopadzie obył europejską trasę koncertową wraz Psycroptic, Anata i Sanatorium.
Rok później ukazała się pierwsza kompilacja nagrań zespołu pt. Complete Demos. Na płycie zostały wydane wszystkie nagrania demo zespołu po uprzednim zmasterowaniu. Natomiast w sierpniu w Sami Studio zespół rozpoczął realizację siódmego albumu. Również w 2005 roku z zespołu odszedł basista Johan Bergeback. 20 lutego 2006 roku nakładem Regain Records ukazał się siódmy album pt. The God That Never Was. W listopadzie tego samego roku zespół wziął udział w trasie koncertowej prekursorów szwedzkiego death metalu Masters Of Death podczas której wystąpiły również Unleashed, Entombed i Grave. W 2007 roku z zespołu odszedł Fred Estby, którego zastąpił Thomas Daun. Oświadczenie Freda Estby'ego odnośnie opuszczenia zespołu:

Decyzja poświęcenia się w pierwszym rzędzie rodzinie uniemożliwiła mi dalsze jeżdżenie na trasy i poświęcenie się zespołowi w pełnym wymiarze czasu. Chciałbym w tym miejscu podziękować wszystkim fanom, przyjaciołom, zespołom i wszystkim wspaniałym ludziom, których poznałem przez te lata.

W nowym składzie październiku tego samego roku w studiu nagraniowym B.A.S. zespół przystąpił do prac nad kolejnym albumem. W 2008 roku ukazał się ósmy album pt. Dismember. Płyta została wyprodukowana przez Nico Elgstranda, który współpracował z takimi grupami jak Murder Squad, Krux czy Merciless. W ramach promocji zespół w lipcu odbył trasę koncertową w Australii. Natomiast w sierpniu grupa dała szereg koncertów w Ameryce Południowej. 22 listopada w Stockholmie odbył się jubileuszowy koncert grupy z okazji dwudziestolecia działalności artystycznej. Podczas koncertu wystąpili gościnnie również byli członkowie zespołu. W 2009 roku ukazało się drugie wydawnictwo DVD zespołu pt. Under Bloodred Skies. Tego samego roku zespół został nominowany nagrody Manifest Awards w kategorii „Best Hard Rock/Metal” za album Dismember. W 2011 roku grupa została rozwiązana, jednak w 2019 roku została reaktywowana w starym składzie.

## Muzyka i teksty
Muzyka grupy na przestrzeni lat nieprzerwanie była zaliczana do gatunku death metal. Recenzent About.com – Chad Bowar pdokreślił m.in. łatwo rozpoznawalny styl grupy który nie uległ zmianie od powstania w 1988 roku oraz różnorodny styl wokalisty Matti'ego Kärki. W swej twórczości zespół poruszył takie zagadnienia jak śmierć, wojna, religia czy nienawiść. Komentarz Freda Estby'ego odnośnie do tekstów na albumie Where Ironcrosses Grow:

Tekstowo, będzie więcej o wojnie w jej najohydniejszych przejawach, będą historie o ludziach, którzy mają chore umysły i tworzą przez to chore sytuacje. Będzie też sporo krytyki religii.

## Muzycy
Opracowano na podstawie materiału źródłowego.
| Skład zespołu - Matti Kärki – śpiew (1990-2011, 2019-) - David Blomqvist – gitara (1988-2011, 2019-) - Robert Sennebäck – śpiew, gitara basowa, gitara (1988-1998, 2019-) - Richard Cabeza – gitara basowa (1991-1998, 2000-2004, 2019-) - Fred Estby – perkusja (1988-1989,1990-2007, 2019-) | Byli członkowie zespołu - Fredrik (nazwisko nieznane) – gitara - Magnus Sahlgren – gitara (1998-2003) - Nicke Andersson – gitara, gitara basowa (1988, 1990-1991) - Sharlee D’Angelo – gitara basowa (1998-2000) - Erik Gustafsson – gitara basowa - Johan Bergebäck – gitara basowa (2004-2005) - Martin Persson – gitara (2005-2011) - Tobias Christiansson – gitara basowa (2006-2011) - Thomas Daun – perkusja (2007-2011) |

## Dyskografia
Opracowano na podstawie materiału źródłowego.
| Albumy studyjne - Like an Ever Flowing Stream (1991, Nuclear Blast) - Indecent And Obscene (1993, Nuclear Blast) - Massive Killing Capacity (1995, Nuclear Blast) - Death Metal (1997, Nuclear Blast) - Hate Campaign (2000, Nuclear Blast) - Where Ironcrosses Grow (2004, Karmageddon Media) - The God That Never Was (2006, Regain Records) - Dismember (2008, Regain Records) Single - Skin Her Alive (1991, Nuclear Blast) | Minialbumy - Pieces (1992, Nuclear Blast) - Casket Garden (1995, Nuclear Blast) - Misanthropic (1997, Nuclear Blast) Kompilacje - Complete Demos (2005, Regain Records) Dema - Dismembered (1988, wydanie własne) - Last Blasphemies (1989, wydanie własne) - Rehearsal Demo '89 (1989, wydanie własne) - Reborn In Blasphemy (1990, Nuclear Blast) |

## Wideografia
Opracowano na podstawie materiału źródłowego.
- Live Blasphemies (2004, DVD, Escapi[52])
- Under Bloodred Skies (2009, DVD, Regain Records)

## Teledyski
| Rok  | Tytuł               | Reżyseria                                     | Album                    | Źródło |
| ---- | ------------------- | --------------------------------------------- | ------------------------ | ------ |
| 1992 | „Soon To Be Dead”   | P. E. Eriksson, Henrik Wiman i Zeta Lorentzon | Pieces                   | [ 53 ] |
| 1993 | „Dreaming In Red”   | –                                             | Indecent And Obscene     | [ 53 ] |
| 1993 | „Skinfather”        | –                                             | Indecent And Obscene     | [ 53 ] |
| 1995 | „Casket Garden”     | –                                             | Massive Killing Capacity | [ 53 ] |
| 2006 | „Trail Of The Dead” | Peter Wendin                                  | The God That Never Was   | [ 53 ] |

## Nagrody i wyróżnienia
| Rok  | Kategoria                                      | Nagroda                 | Uwagi      |
| ---- | ---------------------------------------------- | ----------------------- | ---------- |
| 2005 | Årets Hårdrock/Metall (Where Ironcrosses Grow) | Grammis                 | Nominacja  |
| 2009 | The Best Death Metal Album (Dismember)         | Metal Storm Awards 2008 | 4. miejsce |
| 2009 | Best Hard Rock/Metal (Dismember)               | Manifest Awards         | Nominacja  |
| 2009 | Death metal                                    | Swedish Metal Awards    | Nominacja  |